# Cathédrale Saint-Nazaire d'Autun
Cette  cathédrale n’est pas la seule cathédrale Saint-Nazaire.
La cathédrale Saint-Nazaire d’Autun est l’ancienne cathédrale de la ville d’Autun. Son existence est attestée au moins depuis 532, elle ne fut jamais achevée. Un manuscrit de Rouen daté de 1795, soit douze ans après sa démolition, la désignait comme étant une des plus belles du monde si elle avait été finie.

## Histoire
À la fin du VIe siècle, Syagre l'embellit puis ce fut saint Léger vers 670. À cette époque, elle était dépositaire du trône épiscopal.
En 731, les Sarrasins la brûlèrent,. Le chapitre de la cathédrale avait droit de battre monnaie, droit reconnu par Hervé de Vergy, dit aussi Hervé de Chalon, le jour de son intronisation comme évêque d'Autun, droit qui lui avait été concédé par son oncle Wallon de Vergy, son prédécesseur.
En 1195, les offices religieux se partageaient avec la cathédrale Saint-Lazare d'Autun. Toujours inachevée au XIIIe siècle, le cardinal Rolin y mit son écot mais en vain. Robert II de Bourgogne, confirme au chapitre de Saint-Nazaire le droit de battre monnaie en 1287.
Un important projet de restauration est mis en branle aux XIIIe et XIVe siècles. Cependant, en raison de difficultés financières et de crises épidémiques, il reste inachevé et n'a permis la reconstruction que du chœur et du transept.
En son sous-sol, elle renfermait l'église Saint-Jean-de-la-Grotte, qui était paroissiale. Cette église souterraine fut profanée, par l'ouverture du tabernacle le 15 mai 1541 et la dispersion des hosties sur le sol par Pierre Moreau, patricien et Nicolas Charbonnier. Ils furent arrêtés à Bussières, amenés à Autun et brûlés en place publique sur le Champ Saint-Ladre, le 4 juin 1541.

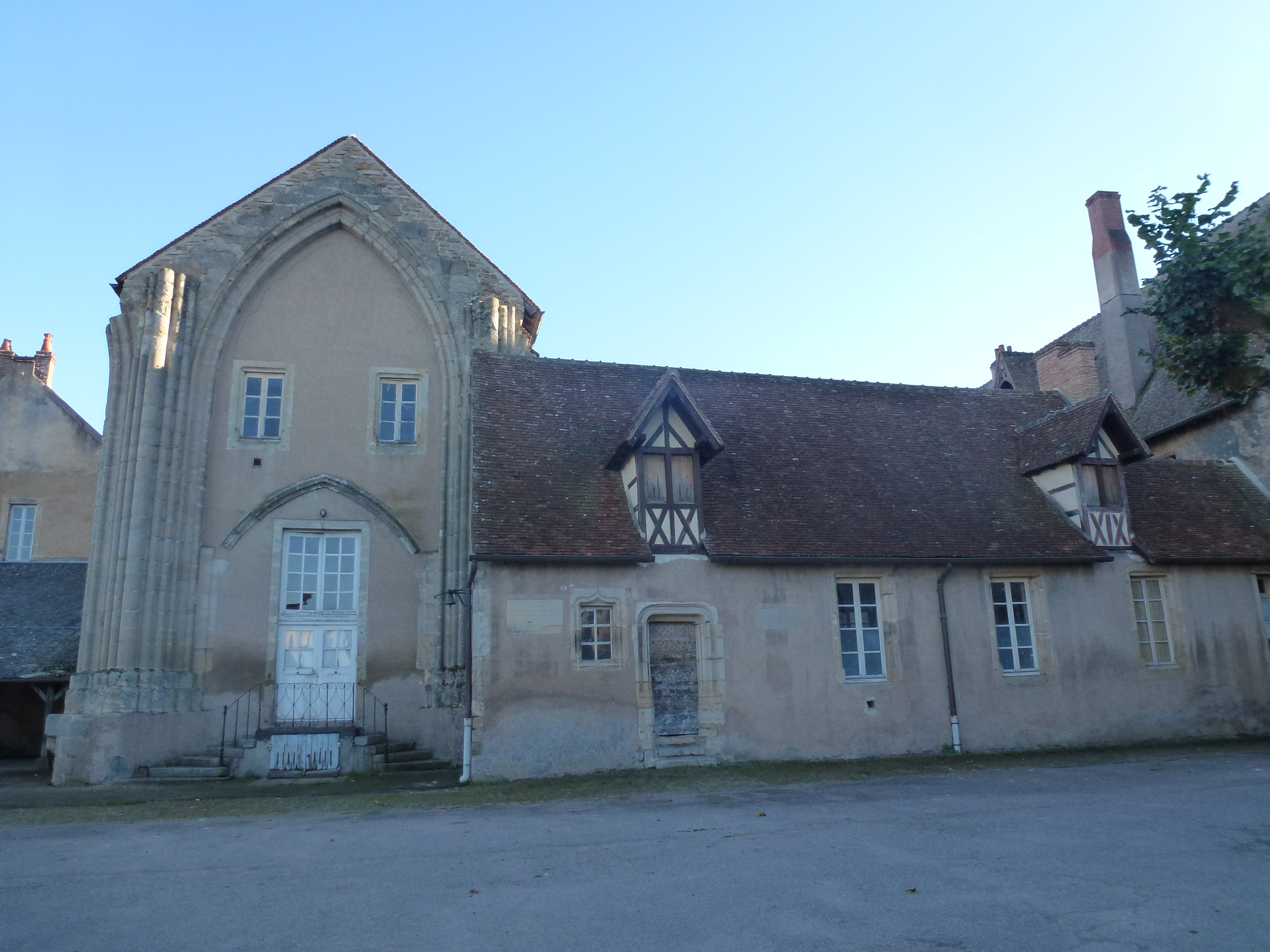
La chapelle Sainte-Anne, vestige du collatéral sud de la cathédrale. À droite, la chambre des comptes du XVIe siècle.

En 1699, une partie de la voûte s’effondre. À partir de 1770, elle devint un dépôt puis fut démolie en 1783, opération qui causa la mort d’ouvriers.
Aujourd'hui, il ne subsiste que le porche donnant sur la place du Terreau et la première travée du collatéral sud, qui accueille la chapelle Saint-Aubin dans la cour de la maîtrise.